# Tik Tak (film)
Tik Tak (Tic Tac) – szwedzki film obyczajowy przedstawiający problematykę skinów w obliczu zbliżającego się porodu własnego dziecka.